# 오사키 준야
오사키 준야(일본어: 大﨑 淳矢, 1991년 4월 2일 ~ )는 일본의 축구 선수이다.

## 구단 경력
그는 2009년부터 2021년까지 J리그의 산프레체 히로시마, 도쿠시마 보르티스, 레노파 야마구치 FC, 도치기 SC, 카탈레 도야마에서 활동하였다.